# Danity Kane (album)
| Recensione    | Giudizio |
| ------------- | -------- |
| About.com     | [ 2 ]    |
| PopMatters    | [ 3 ]    |
| Rolling Stone | [ 4 ]    |

Danity Kane è l'omonimo titolo dell'album di debutto del gruppo musicale R&B statunitense Danity Kane, pubblicato il 22 agosto 2006 dall'etichetta discografica Atlantic.
Dall'album, che ha raggiunto la prima posizione della classifica degli album negli Stati Uniti, sono stati estratti i singoli Show Stopper, interpretato insieme al rapper Yung Joc, e Ride for You.
Tra gli artisti che hanno collaborato all'album spicca il noto produttore discografico Timbaland.

## Successo commerciale
L'album ha venduto più di 90 000 copie nel primo giorno di uscita, e più di 234.000 nella prima settimana di uscita. E alla fine debuttò al numero uno della Billboard 200 album chart degli Stati Uniti, battendo Christina Aguilera e gli OutKast.
Secondo Soundscan, l'album ha venduto oltre 935 000 copie..
Nei primi mesi del 2007, l'album è stato certificato disco di platino per oltre 1 milione di copie vendute sul mercato americano.
La canzone One Shot è stata usata nel programma America's Next Top Model (ottava edizione).

## Singoli
Il primo singolo, nonché singolo di debutto, estratto dall'album è stato Show Stopper, che vede la collaborazione con Yung Joc. Divenne la canzone numero uno della classifica Billboard Hot 100. La canzone è stata seguita dalla ballata di discreto successo, Ride for You.
L'etichetta discografica ha voluto pubblicare come terzo singolo la canzone Hold Me Down, ma la band ha fatto pressioni affinché fossero le canzoni Right Now o Want It ad essere pubblicate come terzo singolo del loro album di debutto. La mancanza di una risposta definitiva circa il terzo singolo non è dovuto alla mancanza di singoli presenti all'interno dell'album di esordio, ma è attribuito a problemi di gestione dell'etichetta circa la decisione della pubblicazione del singolo successivo. A dimostrazione di questo ci sono le prestazioni non eccellenti del singolo Ride for You.

## Tracce
| #   | Titolo                        | Scrittori                                               | Produttori                             | Durata |
| --- | ----------------------------- | ------------------------------------------------------- | -------------------------------------- | ------ |
| 1.  | One Show                      | B. M. Cox, K. Dean, A. Shropshire                       | Bryan-Michael Cox                      | 3:41   |
| 2.  | Heartbreaker                  | J. Sheffer, A. Hunte, F. Romano, C. Puckett, K. Oliver  | Jim Jonsin                             | 3:03   |
| 3.  | Want It                       | T. Mosley, K. Hilson, J. Washington, N. Hills           | Timbaland & Danja                      | 3:22   |
| 4.  | Right Now                     | T. Mosley, K. Hilson, J. Washington, N. Hills           | Timbaland & Danja                      | 3:32   |
| 5.  | Show Stopper (feat. Yung Joc) | J. Scheffer, A. Hunte, K. Oliver, F. Romano, C. Puckett | Jim Jonsin                             | 3:49   |
| 6.  | Hold Me Down                  | R. Jerkins, D. Thomas, K. N. Price                      | Rodney "Darkchild" Jerkins             | 3:57   |
| 7.  | Come Over (Interlude)         | M. Winans                                               | Mario Winans                           | 1:44   |
| 8.  | Ooh Ahh                       | R. Leslie                                               | Ryan Leslie                            | 2:51   |
| 9.  | Press Pause                   | M. Winans, D. Angelettie, M. Winans, M. Jones           | Mario Winans, Deric "D-Dot" Angelettie | 3:12   |
| 10. | Ain't True (Interlude)        | M. Winans, M. Winans                                    | Mario Winans                           | 1:34   |
| 11. | Ride for You                  | B. M. Cox, K. Dean, A. Shropshire                       | Bryan Michael-Cox                      | 4:11   |
| 12. | Touching My Body              | R. Leslie, A. Shropshire, M. Riddick                    | Ryan Leslie                            | 3:42   |
| 13. | Back Up                       | B. M. Cox, K. Dean, C. Dennis                           | Bryan-Michael Cox                      | 3:25   |
| 14. | "Stay with Me"                | Rami Yacoub, Arnthor Birgisson, M. Riddick              | Rami Yacoub, Arnthor Birgisson         | 3:54   |
| 15. | Sleep on It                   | S. Storch, J. Boyd                                      | Scott Storch                           | 3:23   |

### Bonus Tracks
- "I Wish" (Prodotto da Jeremy "Yogi" Graham)
- "Love At First Sight" (scritto da Tijuan Frampton, Jeremy "Yogi" Graham, Shannon Douglas[12]
- "Take It Further"
- "Tell Me" (una versione adattata appare nella versione del 2006 dell'album di Diddy Press Play)

### Versione rivisitata
Venne pubblicata una seconda versione dell'album che oltre ad includere le tracce già presenti della prima versione, includeva quattro nuove tracce:
- "One Shot"
- "Press Pause"
- "Back Up"
- "Hold Me Down"

## Classifiche
| Classifica                            | Posizione massima |
| ------------------------------------- | ----------------- |
| Stati Uniti                           | 1                 |
| U.S. Billboard 200                    | 1                 |
| U.S. Billboard Top R&B/Hip-Hop Albums | 2                 |
| Germania                              | 50                |
| Svizzera                              | 83                |
| Classifica mondiale                   | 5                 |

## Date di pubblicazione
- 22 agosto 2006
- 29 agosto 2006
- 10 novembre 2006
- 10 novembre 2006
- 5 gennaio 2007

## Premi
| Anno | Premio                 | Categoria                            | Album/Singolo  | Risultato   |
| ---- | ---------------------- | ------------------------------------ | -------------- | ----------- |
| 2007 | Poptastic Awards       | "Best Ringtone"                      | "Show Stopper" | Candidato/a |
| 2007 | Soul Train Music Award | "Best R&B/ Album Group, Band or Duo" | Danity Kane    | Candidato/a |